# Wissellaadbak

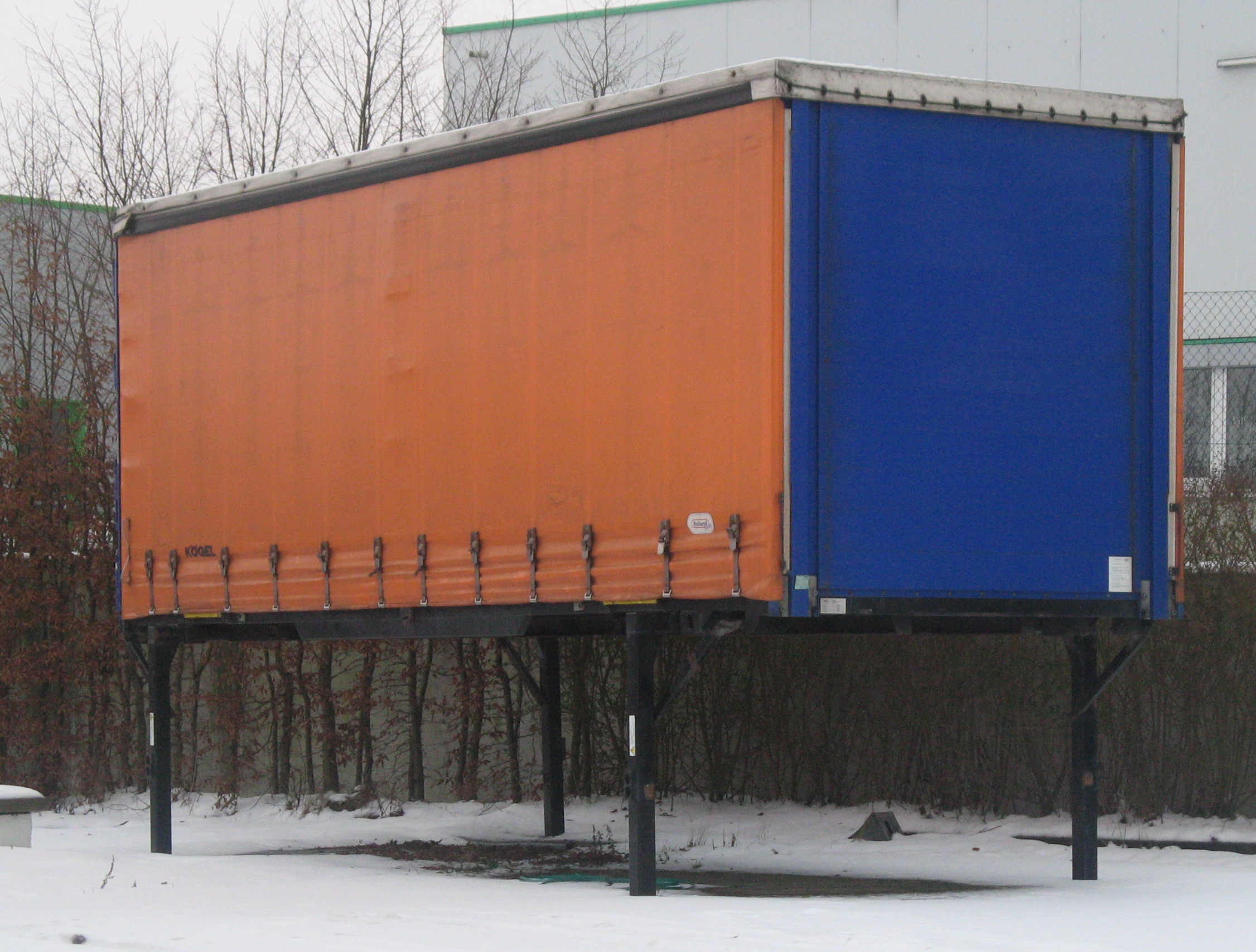
Wissellaadbak met huif

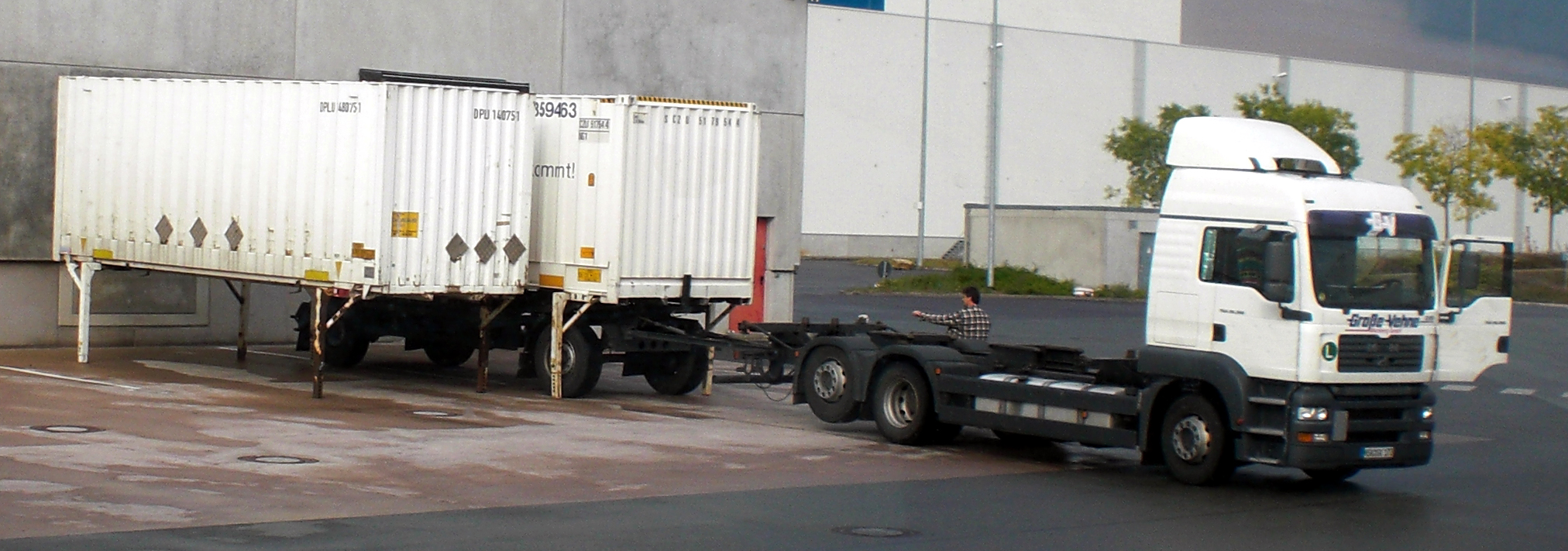
Wisselbrug

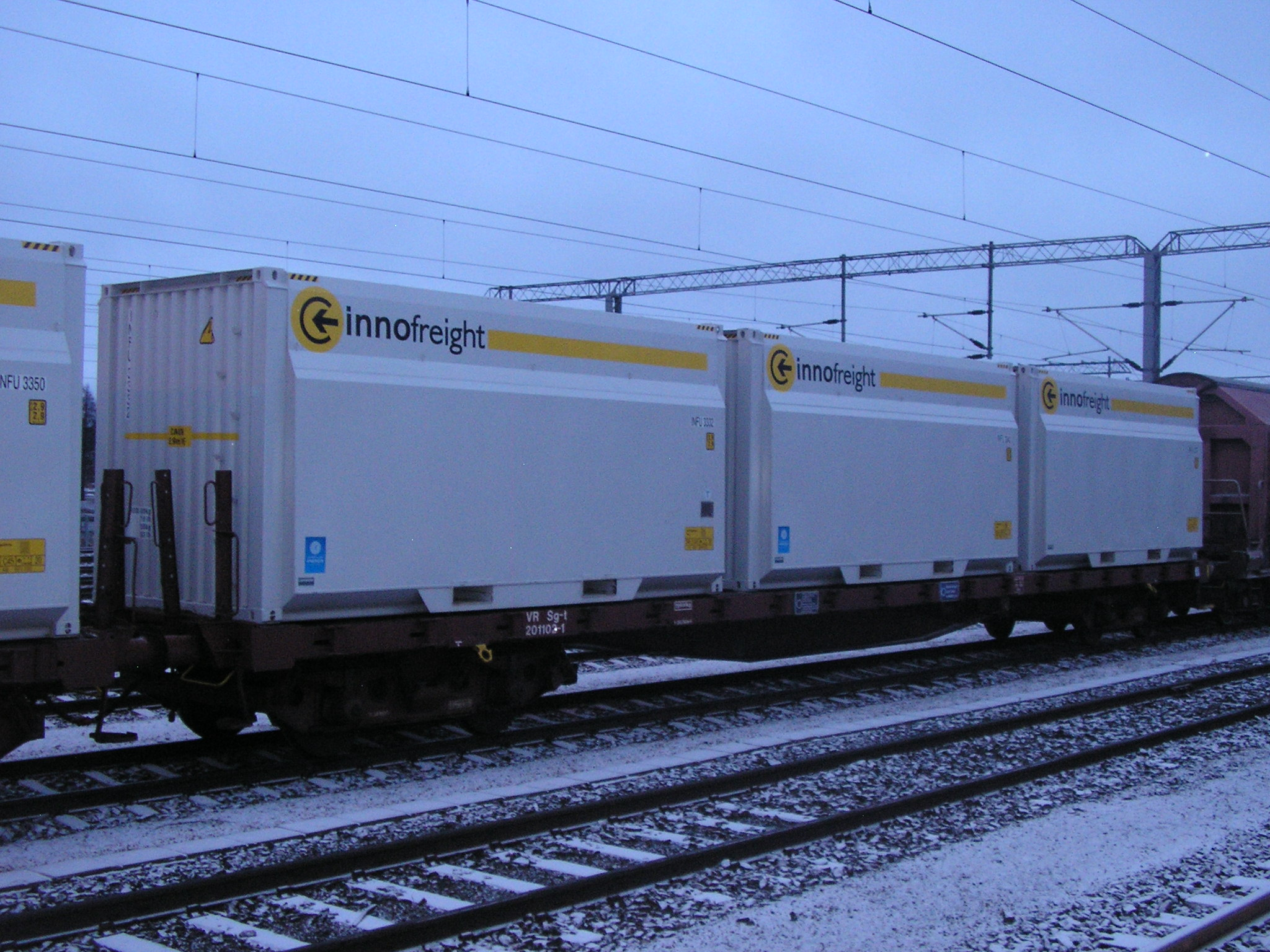
Innofreight Woodtainer XXL wissellaadbak

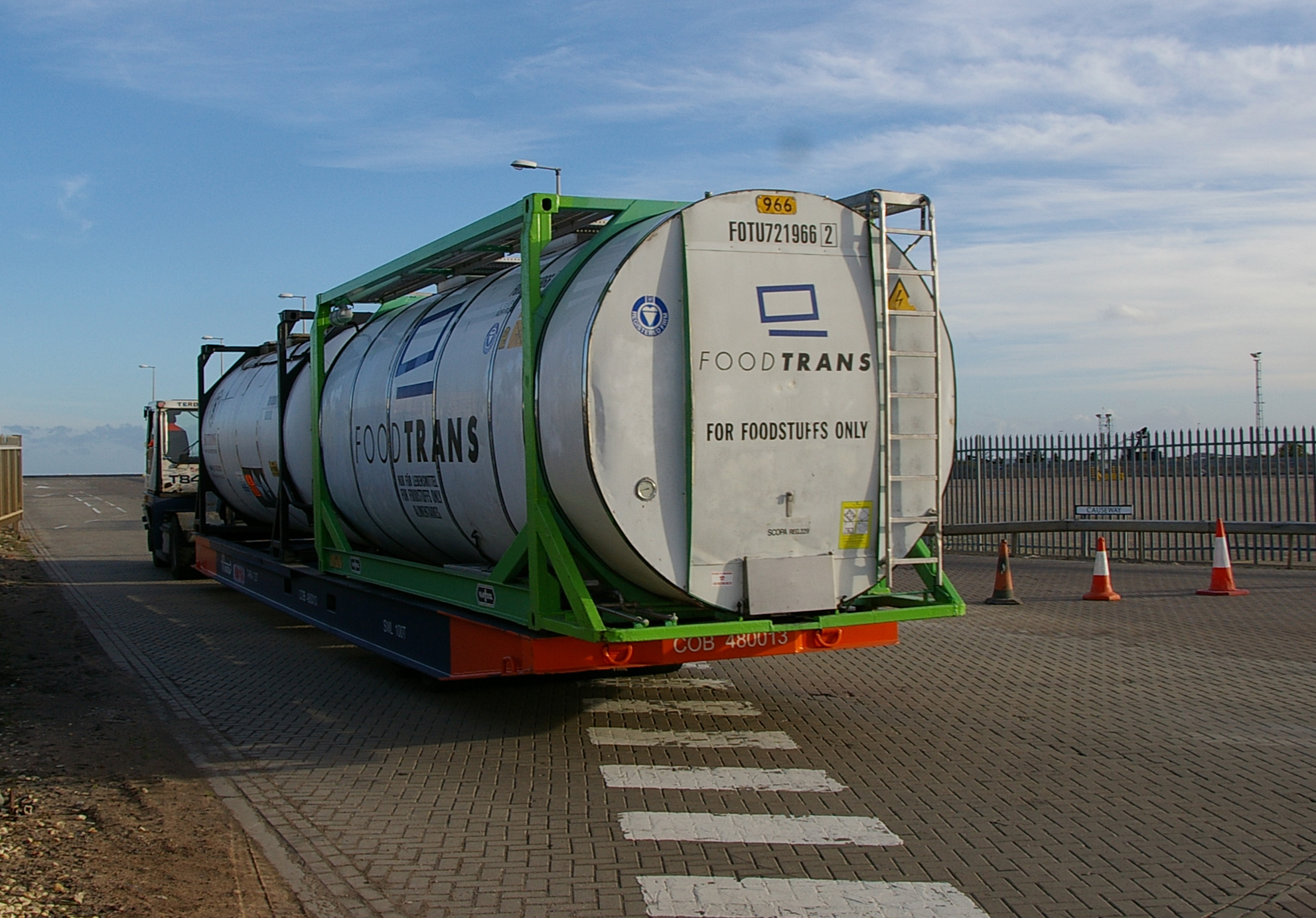
Swap body tank (C-Behalter)

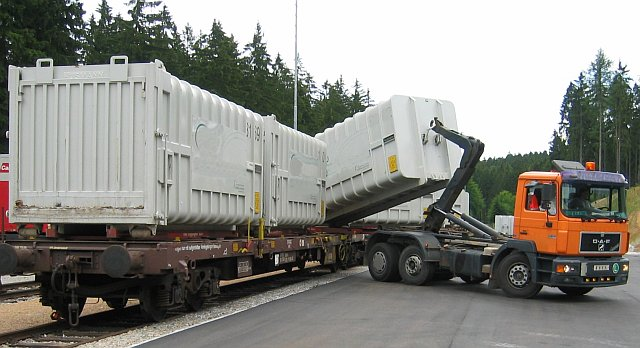
ACTS-container (haakarmbak)

Een wissellaadbak of afzetbak (ook wel aangeduid met het Engelse swap body) is een uitwisselbare laadbak die zich makkelijk laat scheiden van het draagvoertuig. Dit is vergelijkbaar met een zeecontainer, maar verschilt daarvan door een andere maatvoering en een minder zwaar uitgevoerde constructie. Ze worden veel gebruikt voor intermodaal vervoer van allerlei soorten goederen, waardoor er zeer veel verschillende varianten bestaan. De meeste wissellaadbakken hebben bevestigingspunten voor twistlocks op dezelfde maten als een (20'-)ISO-Container. Dit maakt vervoer op eenheden ontworpen voor zeecontainers mogelijk. Om de wissellaadbakken te kunnen gebruiken bij gecombineerd vervoer (overslag van vrachtwagen op trein en andersom) moeten er aan de onderzijde aangrijppunten zijn voor speciale grijparmen waarmee de laadbak opgetild kan worden (UIC 592-4). Er bestaan ook een groot aantal varianten die ook aan de bovenkant bevestigingspunten voor twistlocks hebben, waaraan de eenheid opgetild kan worden.

## Uitvoeringen
Er zijn veel verschillende soorten en maten wissellaadbakken. Eenheden zijn meestel 2,50 of 2,55 meter breed. Dit is iets meer dan de 8 voet (2,44 m) die is toegestaan voor zeecontainers, maar niet breder dan de maximummaten voor wegvervoer per vrachtwagen. Indien geïsoleerde eenheden een minimale wanddikte hebben van 45 mm, mogen deze 2,60 meter breed zijn.
Verder onderscheid kan gemaakt worden op basis van lengte, omdat wissellaadbakken verdeeld zijn in twee categorieën, de zogenoemde A-Behalter en de C-Behalter. De categorie A wissellaadbakken (A-Behalter) voor eenheden van 12 meter en langer. De categorie C wissellaadbakken (C-Behalter) voor eenheden breder en/of langer dan een 20'-container (6,058 m), maar korter dan 12 meter. Codering van deze eenheden bestaat uit de letter van de categorie, gevolgd door de lengte van de eenheid in centimeter. Hierbij zijn er maar een aantal mogelijkheden, beginnende bij C 715, over de courante categorie C745 tot C782.

### Klassieke uitvoering
De klassieke uitvoering van een wissellaadbak is een soortgelijk aan een zeecontainer, is echter veel lichter geconstrueerd en is daardoor ook niet stapelbaar. De maatvoering is over het algemeen geoptimaliseerd voor het vervoer van pallets. De wanden (en dak) kunnen ook uitgevoerd zijn als zeilenhuif. Meestal zijn er uitklapbare poten aanwezig, zodat een vrachtwagen de eenheid kan achterlaten door de luchtvering van de oplegger te laten zakken. Dit noemt men een wisselbrug. Bij vervoer per spoor zijn aan de onderzijde bevestigingspunten voor twistlocks en aangrijppunten voor een kraan noodzakelijk.

### Stapelbare C-Behalter
Lang niet alle wissellaadbakken zijn stapelbaar, echter omdat dit bij vervoer per schip niet erg praktisch is, heeft men ook stapelbare varianten ontwikkeld. De toegepaste constructie maakt het mogelijk ze zes hoog op te stapelen (Op overslagterminals en binnenvaartschepen). Onder ruwe omstandigheden (zoals op zee) mogen er maar twee eenheden op elkaar staan. Tevens zijn deze eenheden van bovenaf kraanbaar door de aanwezigheid van hoekelementen voor twistlocks aan de bovenkant. Omdat in de meeste gevallen deze elementen niet op de maten voor zeecontainer zitten, maar daadwerkelijk op de hoekpunten, moet de gebruikte kraan verstelbaar zijn naar de toegepaste maten.

### Swap body tanks
Er bestaan een groot aantal tankcontainers die niet als container geclassificeerd mogen worden, omdat deze niet aan de daarvoor gestelde ISO-normen voldoen. Dit zijn de zogenoemde swap body tanks, die langer zijn dan 20 voet (meestal 23' of 25'). Daarnaast zijn ze vaak iets breder dan zeecontainers. Deze laadeenheden hebben wel een frame op de maten van een 20'-container met hoekelementen voor twistlocks, waardoor deze eenheden ook van bovenaf kraanbaar zijn.

### Haakarmbakken
Haakarmbakken, onder andere gebruikt bij het Afzet Container Transport Systeem, kunnen ook worden gezien als een variant van de wissellaadbak, maar worden meestal niet als zodanig aangeduid.

## Afbeeldingen

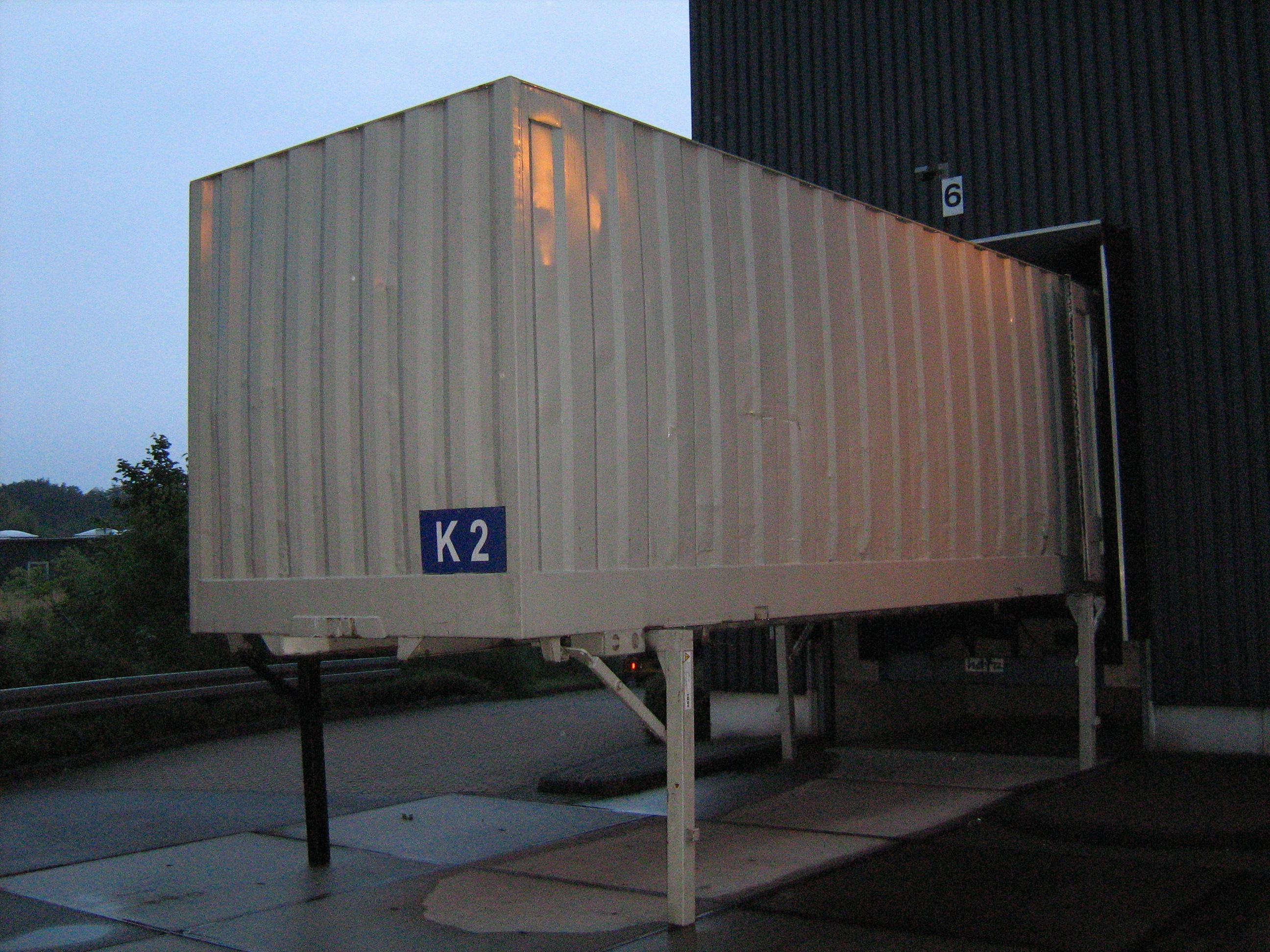
Wissellaadbak van plaatstaal
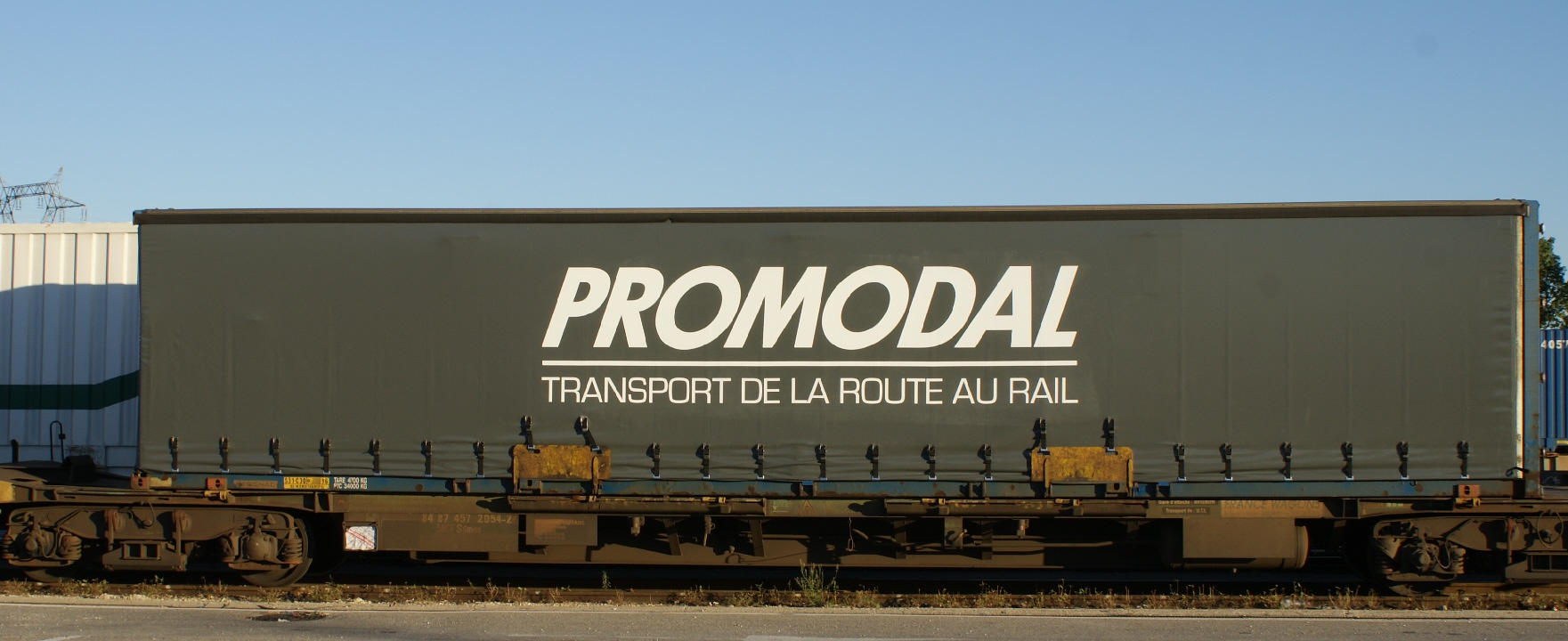
A-Behalter
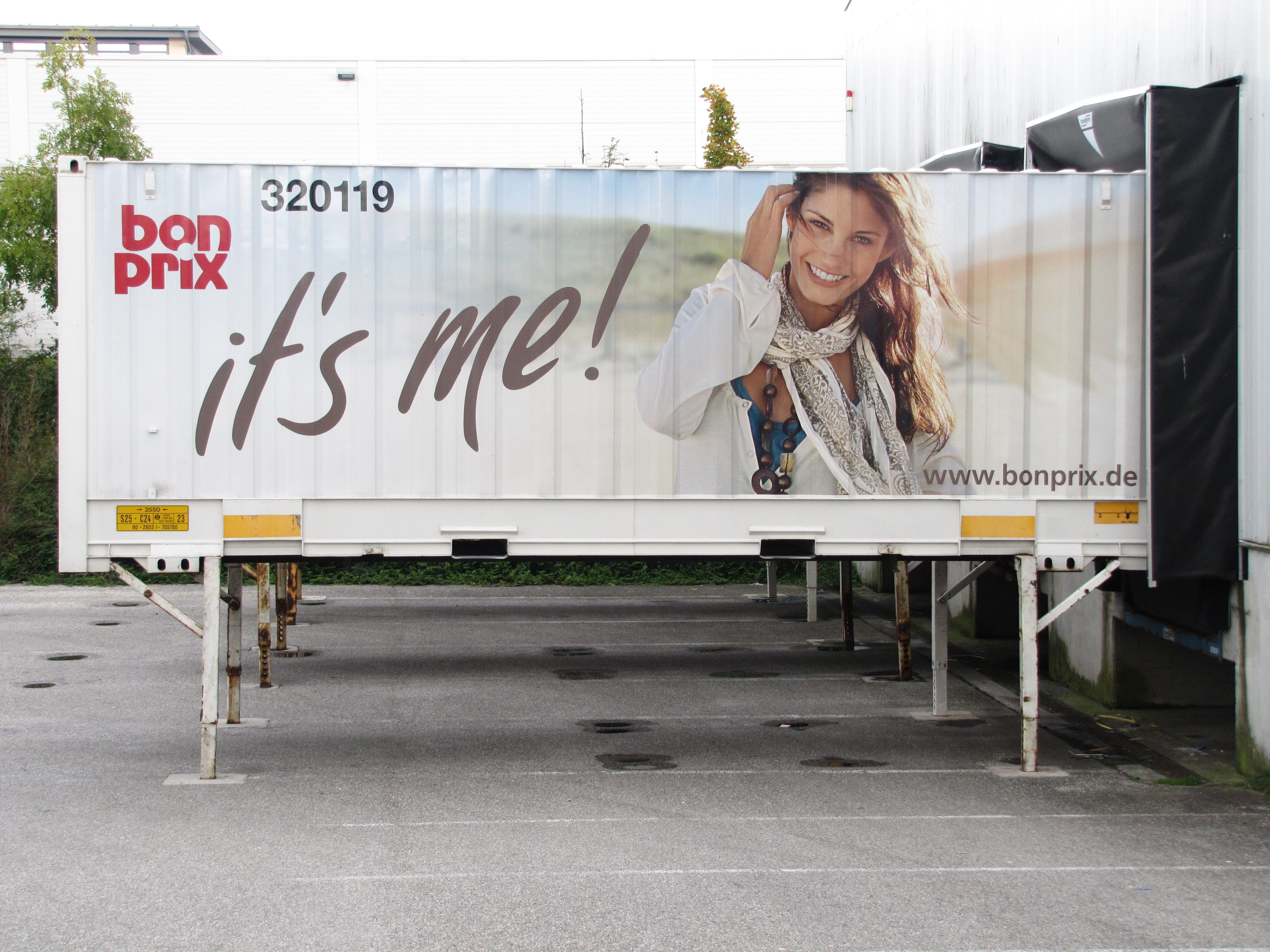
C-Behalter
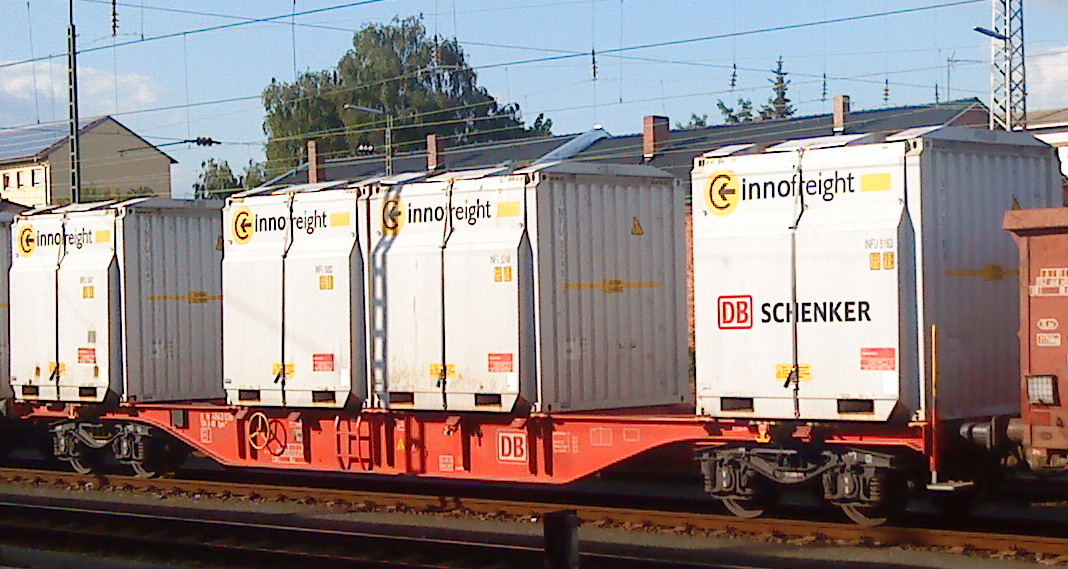
Innofreight Woodtainer XS
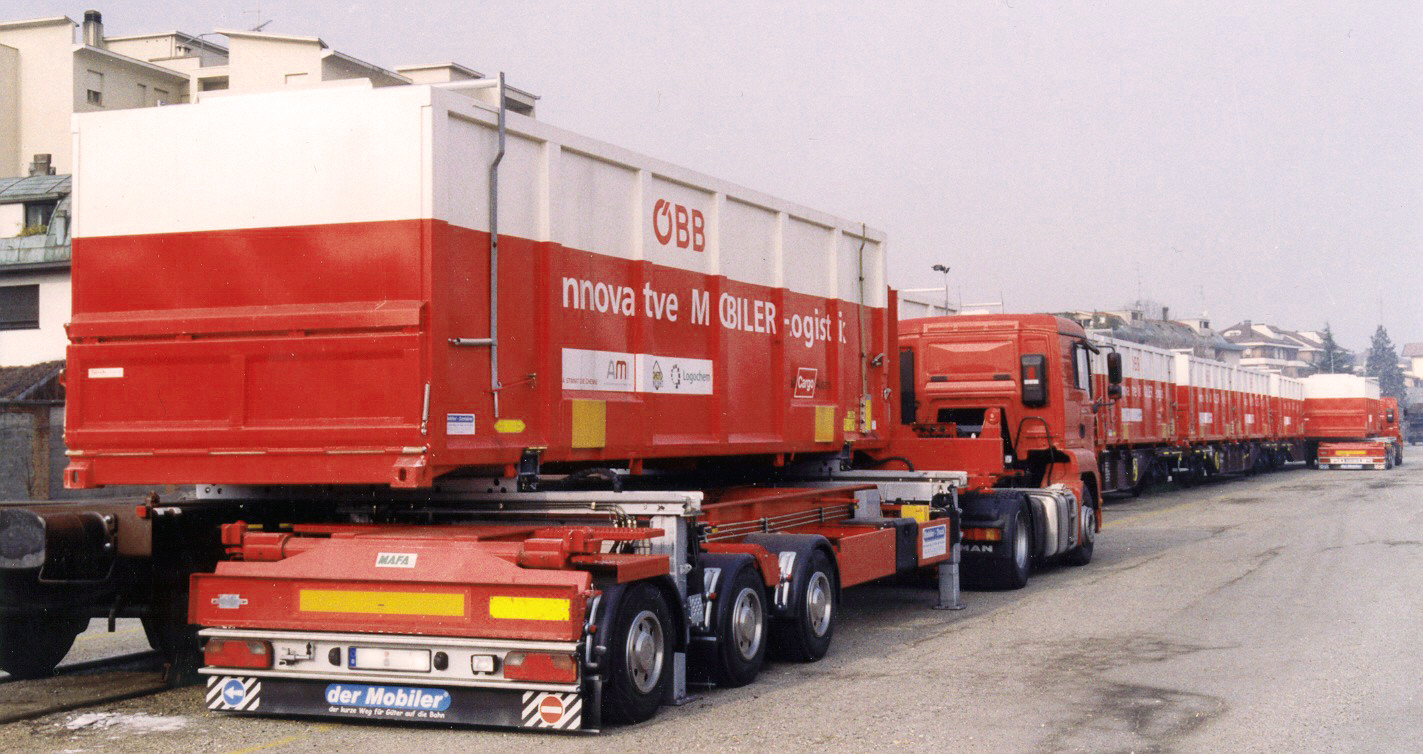
Wisselaadbak (30 voets) van ÖBB Mobiler